# Jorge Siles Salinas
Jorge Siles Salinas, né le 28 octobre 1926 à La Paz et mort le 22 octobre 2014 dans la même ville, est un historien, écrivain, universitaire et diplomate bolivien.

## Biographie
Il naît alors que son père, Hernando Siles Reyes, est président de la Bolivie (1926-1930). Après la chute de celui-ci, la famille vit en exil au Pérou.

### Famille
Outre son père, Hernando Siles, deux de ses frères ont été présidents de la Bolivie: Hernán Siles Zuazo à deux reprises (1956-1960 et 1982-1985) et Luis Adolfo Siles Salinas (1969).

### Carrière universitaire
Jorge Siles Salinas étudie à La Paz et en Espagne. En 1951, il termine ses études d'avocat à l'Universidad Mayor de San Andrés (La Paz) et commence à enseigner. Ses positions politiques en faveur de la Falange Socialista Boliviana, un mouvement nationaliste et socialiste, il est contraint à l'exil au Salvador et au Chili, enseignant à l'Université catholique de Valparaíso et à l'Université catholique du Chili.
De retour en Bolivie en 1960, il enseigne à l'Université catholique bolivienne et à l'Universidad Mayor de San Andrés, où il occupe également le poste de recteur entre 1973 et 1975.

### Politique et diplomatie
De 1966 à 1969, il est sénateur pour le département de Chuquisaca. De 1976 à 1979, il est ambassadeur auprès du Vatican, puis en Uruguay de 1988 à 1990. En 1986, il est nommé consul général à Santiago de Chile, avec la mission d'élaborer un règlement de la querelle entre les deux pays à propos de l'accès de la Bolivie à l'océan. En 1987, il propose une solution consistant à octroyer à la Bolivie un couloir à la frontière Chili-Pérou, en échange d'un accès du Chili aux eaux de l'Altiplano. Sa proposition est rejetée catégoriquement par le Chili,.